# Alxa Tả
kỳ Alxa Tả (tiếng Mông Cổ: ᠠᠯᠠᠱᠠ ᠵᠡᠭᠦᠨ ᠬᠣᠰᠢᠭᠤ Alaša Jegün qosiɣu, chữ Kirin: Алшаа зүүн хошуу; tiếng Trung: 阿拉善左旗; bính âm: Ālāshàn Zuǒ Qí, Hán Việt: A Lạp Thiện Tả kỳ) là một kỳ của minh Alxa, khu tự trị Nội Mông Cổ, Trung Quốc.

## Hành chính

### Trấn
| - Ôn Đô Nhĩ Lặc Đồ (温都尔勒图镇) - Ô Tư Thái (乌斯太镇) - Ba Nhuận Biệt Lập (巴润别立镇) - Ba Ngạn Hạo Đặc (巴彦浩特镇) - Gia Nhĩ Cách Lặc Tái Hãn (嘉尔格勒赛汉镇) | - Cát Lan Thái (吉兰泰镇) - Tông Biệt Lập (宗别立镇) - Ngao Luân Bố Lạp Cách (敖伦布拉格镇) - Đằng Cách Lý Nạch Lý Tư (腾格里额里斯镇) |

### Tô mộc
- Ba Ngạn Mộc Nhân (巴彦木仁苏木)
- Ô Lực Cát (乌力吉苏木)
- Ban Ngạn Nặc Nhật Công (巴彦诺日公苏木)
- Ngạch Nhĩ Khắc Cáp Thập Cáp (额尔克哈什哈苏木)

## Khí hậu
| Dữ liệu khí hậu của Alxa Tả             | Dữ liệu khí hậu của Alxa Tả | Dữ liệu khí hậu của Alxa Tả | Dữ liệu khí hậu của Alxa Tả | Dữ liệu khí hậu của Alxa Tả | Dữ liệu khí hậu của Alxa Tả | Dữ liệu khí hậu của Alxa Tả | Dữ liệu khí hậu của Alxa Tả | Dữ liệu khí hậu của Alxa Tả | Dữ liệu khí hậu của Alxa Tả | Dữ liệu khí hậu của Alxa Tả | Dữ liệu khí hậu của Alxa Tả | Dữ liệu khí hậu của Alxa Tả | Dữ liệu khí hậu của Alxa Tả |
| Tháng                                   | 1                           | 2                           | 3                           | 4                           | 5                           | 6                           | 7                           | 8                           | 9                           | 10                          | 11                          | 12                          | Năm                         |
| --------------------------------------- | --------------------------- | --------------------------- | --------------------------- | --------------------------- | --------------------------- | --------------------------- | --------------------------- | --------------------------- | --------------------------- | --------------------------- | --------------------------- | --------------------------- | --------------------------- |
| Trung bình ngày tối đa °C (°F)          | −1.9 (28.6)                 | 2.0 (35.6)                  | 8.4 (47.1)                  | 16.2 (61.2)                 | 22.3 (72.1)                 | 27.0 (80.6)                 | 28.9 (84.0)                 | 27.0 (80.6)                 | 21.7 (71.1)                 | 14.7 (58.5)                 | 6.5 (43.7)                  | −0.3 (31.5)                 | 14.4 (57.9)                 |
| Tối thiểu trung bình ngày °C (°F)       | −11.8 (10.8)                | −8.1 (17.4)                 | −2.0 (28.4)                 | 4.8 (40.6)                  | 10.9 (51.6)                 | 15.9 (60.6)                 | 18.1 (64.6)                 | 16.4 (61.5)                 | 11.5 (52.7)                 | 4.5 (40.1)                  | −3.7 (25.3)                 | −10.2 (13.6)                | 3.9 (38.9)                  |
| Lượng Giáng thủy trung bình mm (inches) | 1.7 (0.07)                  | 2.8 (0.11)                  | 5.2 (0.20)                  | 11.1 (0.44)                 | 25.7 (1.01)                 | 23.8 (0.94)                 | 45.1 (1.78)                 | 44.9 (1.77)                 | 30.9 (1.22)                 | 12.2 (0.48)                 | 2.9 (0.11)                  | 1.9 (0.07)                  | 208.2 (8.2)                 |
| Nguồn:                                  |                             |                             |                             |                             |                             |                             |                             |                             |                             |                             |                             |                             |                             |